# Ahmet Yılmaz
Ahmet Yılmaz (ur. 2 lutego 1994) – turecki zapaśnik walczący w stylu klasycznym. 
Brązowy medalista mistrzostw świata w 2024, a także mistrzostw Europy w 2025. Dziesiąty na igrzyskach śródziemnomorskich w 2022 roku.